# Noam
Noam (hebräisch נועם) ist ein hebräischer Vorname, der sowohl für weibliche als auch für männliche Personen gebraucht wird. Übersetzt bedeutet er Lieblichkeit, Milde.

## Namensträger

### Vorname
- Noam Baumann (* 1996), Schweizer Fußballspieler
- Noam Braslavsky (* 1961), israelischer Künstler und Kurator
- Noam Brusilovsky (* 1989), israelischer Regisseur
- Noam Chomsky (* 1928), amerikanischer Sprachwissenschaftler
- Noam Elkies (* 1966), US-amerikanischer Mathematiker und Schachkomponist
- Noam Gershony (* 1983), israelischer Rollstuhltennisspieler
- Noam Kaniel (* 1962), israelischer Sänger, Komponist und Kinderstar
- Noam Murro (* 1961), israelischer Regisseur
- Noam Nisan (* 1961), israelischer Informatiker
- Noam Okun (* 1978), israelischer Tennisspieler
- Noam Sheriff (1935–2018), israelischer Komponist
- Noam Wiesenberg (* um 1987), israelischer Jazzmusiker (Kontrabass, Arrangement, Komposition) des Modern Jazz

### Familienname
- Gil Noam (* 1950), US-amerikanischer Psychologe
- Vered Noam (* 1960), israelische Hochschullehrerin für Talmudstudien